# ロングベースボール
ロングベースボールは、三角ベースなどとともに簡易野球の一種に分類される球技。単にロングボールともいう。現在の北米では long baseball及びlong ballという名のスポーツは存在しない。

## 概要
三角ベースよりもさらに塁の数が少なく、マウンド方向に幅の広いベースとなる区画を一つだけ設ける。打者はボールを打ち（あるいは蹴り）、ボールがフライとなり地上に落ちる前に野手が捕球すれば打者はアウト、ゴロとなった場合にはベースに付ければ打者はアウトとなる。ベースに到達してセーフになった者であれば、塁上には何人でも入ることができるが、本塁へはセーフになって塁に入った順に帰らなければならない。ファウル3回でアウトとなるほか、アウト3回で攻守を交替する。